# 10 octombrie
ianuarie • februarie • martie  • aprilie  • mai  • iunie  • iulie  • august  • septembrie  • octombrie  • noiembrie  • decembrie
10 octombrie este a 283-a zi a calendarului gregorian și a 284-a zi în anii bisecți. Mai sunt 82 de zile până la sfârșitul anului.

## Evenimente

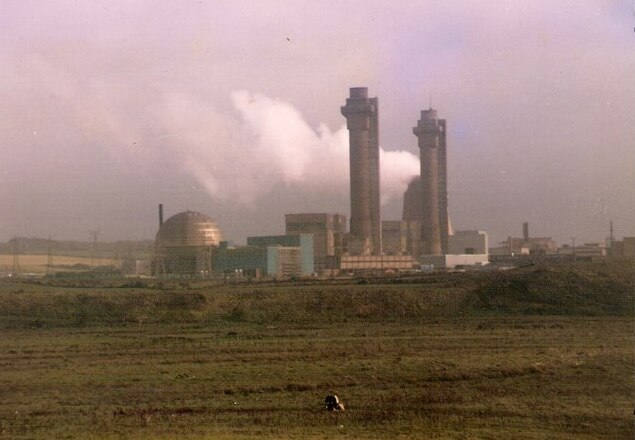
1957: Incendiul de la Windscale - una dintre cele mai grave accidente nucleare înainte de dezastrul de la Cernobîl; sunt eliberate cantități mari de materiale radioactive.

2010: Antilele Olandeze nu mai există ca țară, după ce insulele și-au schimbat statutul constituțional. Cele mai mici 3 insule - Bonaire, Sint Eustatius și Saba - au devenit municipii în structura administrativă a Olandei. Insulele mai mari ale Sint Maarten și Curaçao s-au alăturat Olandei și Arubei ca țări constituente, formând Regatul Țărilor de Jos.

- 0680: În timpul bătăliei de la Karbala moare Husayn ibn Ali, una dintre figurile centrale în tradiția șiiților.
- 0732: O armată a francilor condusă de Carol Martel a învins o armată musulmană din Andaluzia sub conducerea lui Abd er-Rahman în bătălia de la Tours.
- 1361: În Castelul Windsor s-a căsătorit Joan de Kent cu Edward de Woodstock, Prințul Negru.
- 1636: Lupta de la Salonta, unde turcii sunt înfrânți de Gheorghe Rákóczi I.
- 1857: Începe construcția clădirii Universității din București după planurile arhitectului Alexandru Orăscu.
- 1872: Ion Creangă este exclus definitiv din cler.
- 1901: Primul traseu parcurs în circuit, în apropierea Parisului, de dirijabilul construit de inginerul și inventatorul brazilian Alberto Santo Dumont (n. 1873 – d. 1932)
- 1903: Compania Bayer a pus în vânzare aspirina. Noul medicament a fost obținut de un chimist bavarez, Felix Hoffman, pentru a ameliora reumatismul tatălui său. Aspirina a fost derivată la început din acidul salicilic, un extract din coajă de salcie, dar în 1899 Bayer a realizat un procedeu de a–l obține prin sinteză.
- 1903: Emmeline Pankhurst formează un grup de acțiune pentru dreptul la vot al femeilor – Women's Social and Political Union (WSPU)(n. 14 iulie 1858 – d. 14 iunie 1928)
- 1914: Moartea regelui României, Carol I
- 1916: Prima luptă la Târgu Jiu. Trupele române, conduse de generalul Ion Dragalina, resping puternica ofensivă germană.
- 1926: Este înființat PNȚ, din fuziunea Partidului Țărănesc cu PNR
- 1933: Un avion Boeing 247 este distrus în urma exploziei unei bombe, în apropierea orașului Chesterton, Indiana, SUA. Toți cei șapte oameni prezenți la bord au murit în urma incidentului, considerat primul sabotaj din istoria aviației comerciale.
- 1933: Waldo L. Semon a inventat vinilul.
- 1933: Compania Procter&Gamble a lansat pe piață primul detergent de uz casnic, Dreft, care conținea surfactanți sintetici.
- 1935: La New York a avut loc premiera operei „Porgy și Bess", de George Gershwin.
- 1957: Incendiul de la Windscale - unul dintre cele mai grave accidente nucleare înainte de dezastrul de la Cernobîl; sunt eliberate cantități mari de materiale radioactive.
- 1964: La cea de–a XVIII–a ediție a Jocurilor Olimpice de Vară de la Tokyo, Iolanda Balaș și Mihaela Peneș cuceresc medaliile de aur. În total România a obținut 11 medalii (2 aur, 4 argint, 5 bronz).
- 1966: Simon și Garfunkel au lansat albumul Parsley, Sage, Rosemary and Thyme.
- 1967: Intră în vigoare Tratatul privind utilizarea pașnică a spațiului cosmic pentru următorii 60 de ani, semnat de către URSS, SUA și Marea Britanie la 27 ianuarie 1967.
- 1980: Un cutremur de 7,7 pe scara Richter distruge Chlef, Algeria, omorând în jur de  20.000 de oameni.
- 1986: Un cutremur de 7,5 pe scara Richter a lovit San Salvador, El Salvador, omorând în jur de 1.500 de oameni.
- 1989: Dan Petrescu a contactat postul de radio „Europa Liberă", căruia i–a oferit un interviu ad–hoc despre situația dezastruoasă din România. Dan Petrescu și Liviu Cangeopol scriseseră o carte intitulată „Ce–ar mai fi de spus" – virulentă critică a regimului comunisto–ceaușist.
- 1999: Este ridicată „Roata din Londra“, la acel timp cea mai mare roată din Europa.
- 2001: Președintele George W. Bush a prezentat lista a 22 celor mai căutați teroriști
- 2001: Organizația Al-Qaida, i–a chemat pe „toți musulmanii" la Jihad împotriva Statelor Unite și le–a cerut să atace „interesele americane din lume".
- 2008: Apare noul canal TVR 3.
- 2010: Antilele Olandeze nu mai există ca țară, după ce insulele și-au schimbat statutul constituțional. Cele mai mici 3 insule - Bonaire, Sint Eustatius și Saba - au devenit municipii în structura administrativă a Olandei. Insulele mai mari ale Sint Maarten și Curaçao s-au alăturat Olandei și Arubei ca țări constituente, formând Regatul Țărilor de Jos.
- 2019: Moțiunea de cenzură intitulată „Ca să reconstruim România, Guvernul Dăncilă trebuie demis de urgență!” inițiată de 237 de parlamentari PNL, USR, PMP, PRO România, ALDE, UDMR, minorități naționale, împotriva guvernului Dăncilă a fost adoptată de Parlament cu 238 de voturi „pentru”; numărul necesar pentru adoptarea moțiunii a fost de 233 de voturi.[1]

## Nașteri
- 1465: Selim I, sultan otoman (d. 1520)
- 1486: Carol al III-lea, Duce de Savoia (d. 1553)
- 1567: Catalina Micaela de Austria, infantă a Spaniei, ducesă de Savoia (d. 1597)
- 1684: Antoine Watteau, pictor francez (d. 1721)

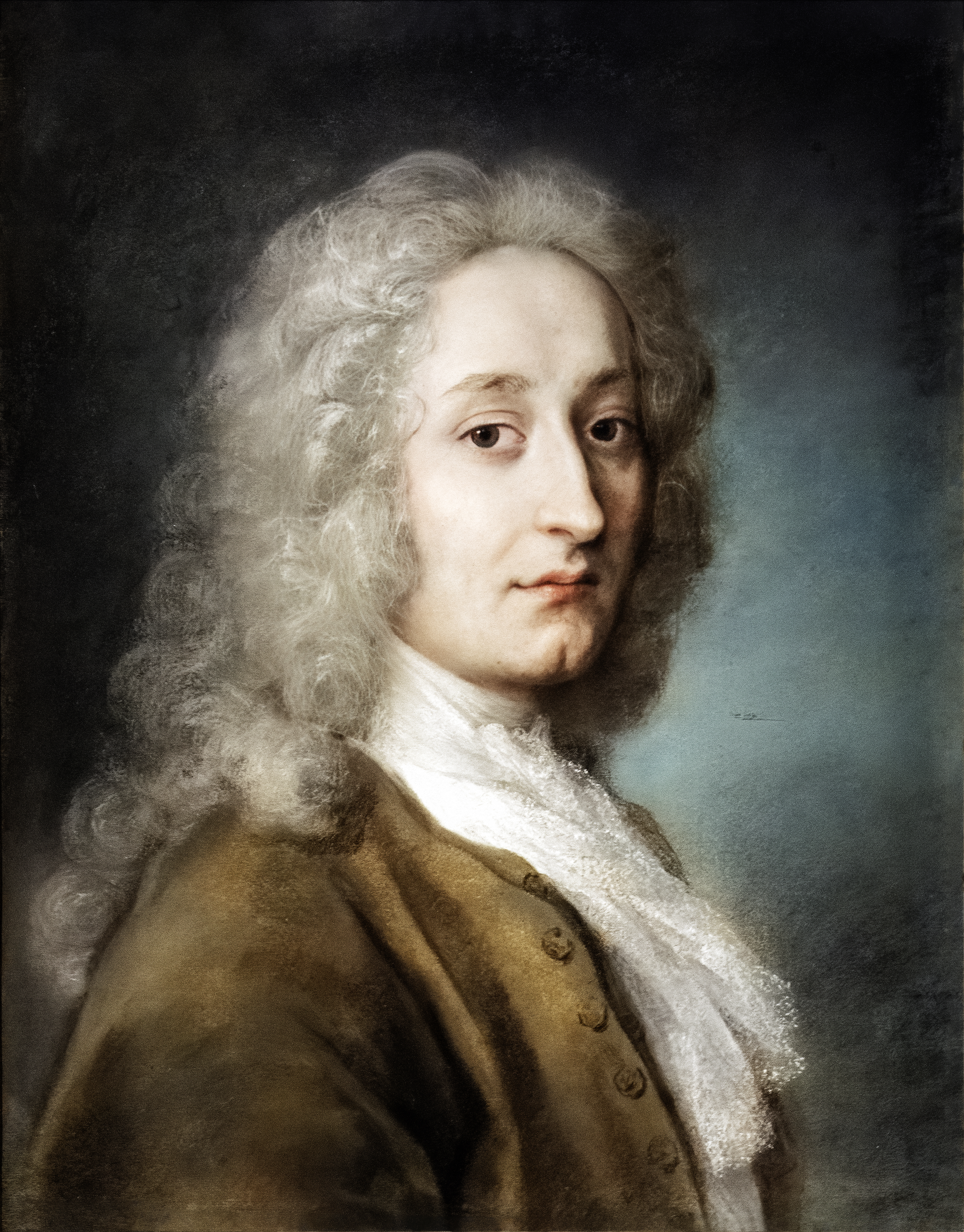
Antoine Watteau, pictor francez
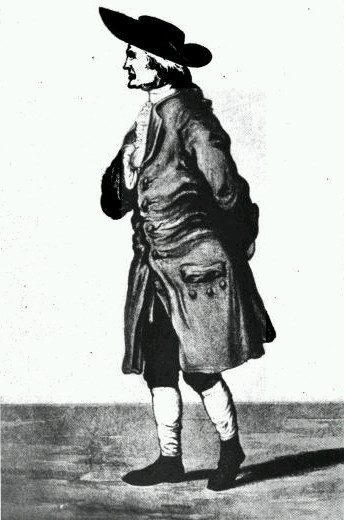
Henry Cavendish, fizician și chimist englez
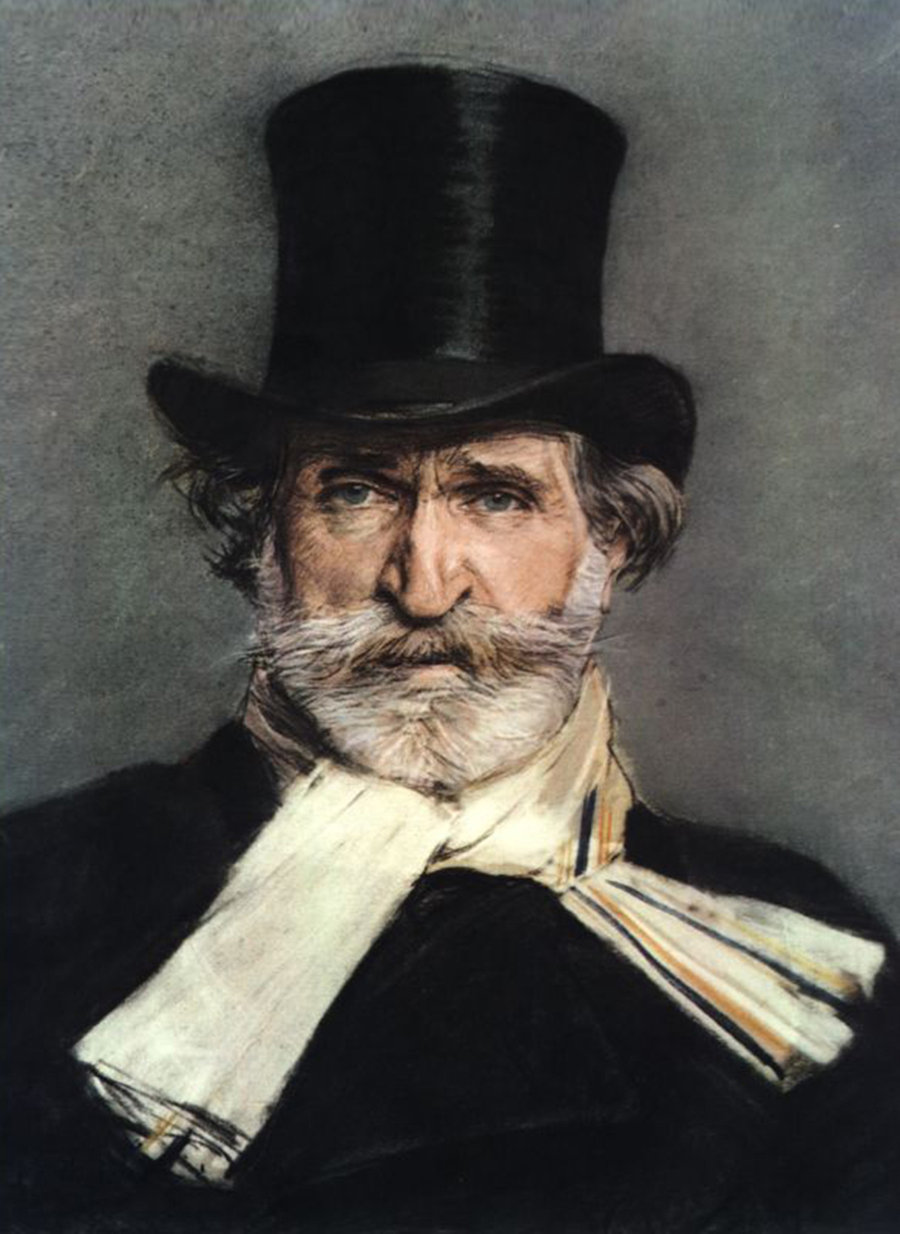
Giuseppe Verdi, compozitor italian

- 1700: Lambert-Sigisbert Adam, sculptor francez (d. 1759)
- 1731: Henry Cavendish, fizician și chimist, descoperitorul hidrogenului (d. 1810)
- 1813: Giuseppe Verdi, compozitor italian (d. 1901)
- 1825: Paul Kruger, om politic sud-african și președinte de stat (d. 1904)
- 1830: Isabella a II–a a Spaniei (d. 1904)
- 1834: Aleksis Kivi, autor finlandez (d. 1872)
- 1835: Juan de Barroeta, pictor spaniol (d. 1906)
- 1841: Ion I. Câmpineanu, primul Guvernator al Băncii Naționale (d. 1888)
- 1846: Georg, Prinț de Schaumburg-Lippe (d. 1911)
- 1850: Léon Comerre, pictor francez (d. 1916)
- 1859: Ioan Boeriu, baron, feldmareșal în armata imperială austro-ungară (d. 1919)
- 1861: Fridtjof Nansen, explorator și om de știință norvegian, laureat al Premiul Nobel pentru Pace (d.  1930)
- 1864: Charlotte de Schaumburg-Lippe, a doua soție a regelui Wilhelm al II-lea de Württemberg (d.  1946)
- 1866: Nicolae Vermont, pictor român (d. 1932)
- 1870: Ivan Alexeievich Bunin, scriitor rus, laureat al Premiului Nobel pe anul 1933 (d. 1953)

Paul Kruger, om politic sud-african
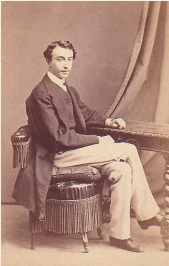
Ion I. Câmpineanu, primul Guvernator al Băncii Naționale
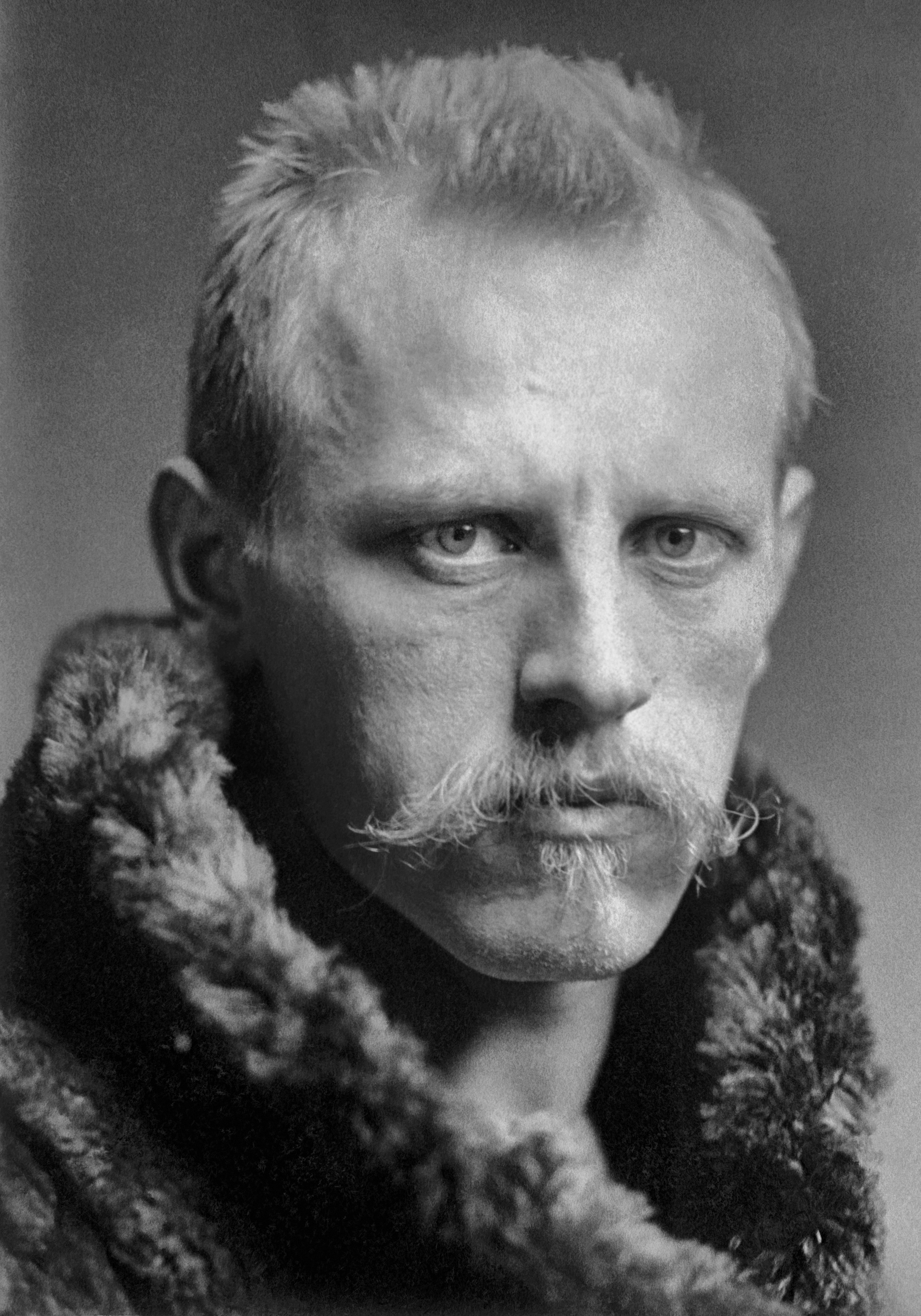
Fridtjof Nansen, explorator norvegian, laureat Nobel

- 1872: Paul Angelescu, general român, comandant al Diviziei a XV-a, "Divizia de Oțel", în luptele de la Mărășești din Primul Război Mondial (d. 1949)
- 1873: Ducele Adolf Friedrich de Mecklenburg (d. 1969)
- 1875: Prințul Franz de Bavaria, al treilea fiu al regelui Ludovic al III-lea al Bavariei (d. 1957)
- 1880: Zoltán Adorjáni, scriitor, poet maghiar din Transilvania (d. 1933)
- 1895: Wolfram Freiherr von Richthofen, mareșal german în timpul celui de-al doilea război mondial (d. 1945)
- 1900: Helen Hayes, actriță americană (d. 1993)
- 1900: Zeno Vancea, compozitor român (d. 1990)
- 1901: Alberto Giacometti, sculptor elvețian, pictor și grafician (d. 1966)
- 1904: Gordon Wiles, director artistic și regizor american de film (d. 1950)
- 1906: Constantin Manolache, entomolog român (d. 1977)
- 1907: Wanda Jakubowska, regizoare poloneză de film (d. 1998)
- 1908: Mercè Rodoreda, scriitoare spaniolă de limbă catalană (d. 1983)
- 1913: Claude Simon, scriitor francez, laureat Nobel (d. 2005)
- 1924: Ed Wood, regizor de film american (d. 1978)
- 1924: James Clavell, scriitor britanic (d. 1994)
- 1928: Gheorghe Ola, fotbalist român și antrenor al Echipei naționale de fotbal a României (d. 1995)
- 1929: Mihai Gavrilă, fizician român
- 1930: Eugenio Castellotti, pilot italian (d. 1957)

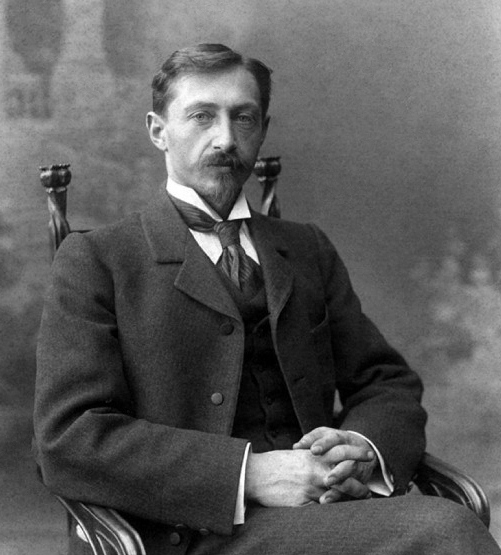
Ivan Alexeievich Bunin, scriitor rus, laureat Nobel
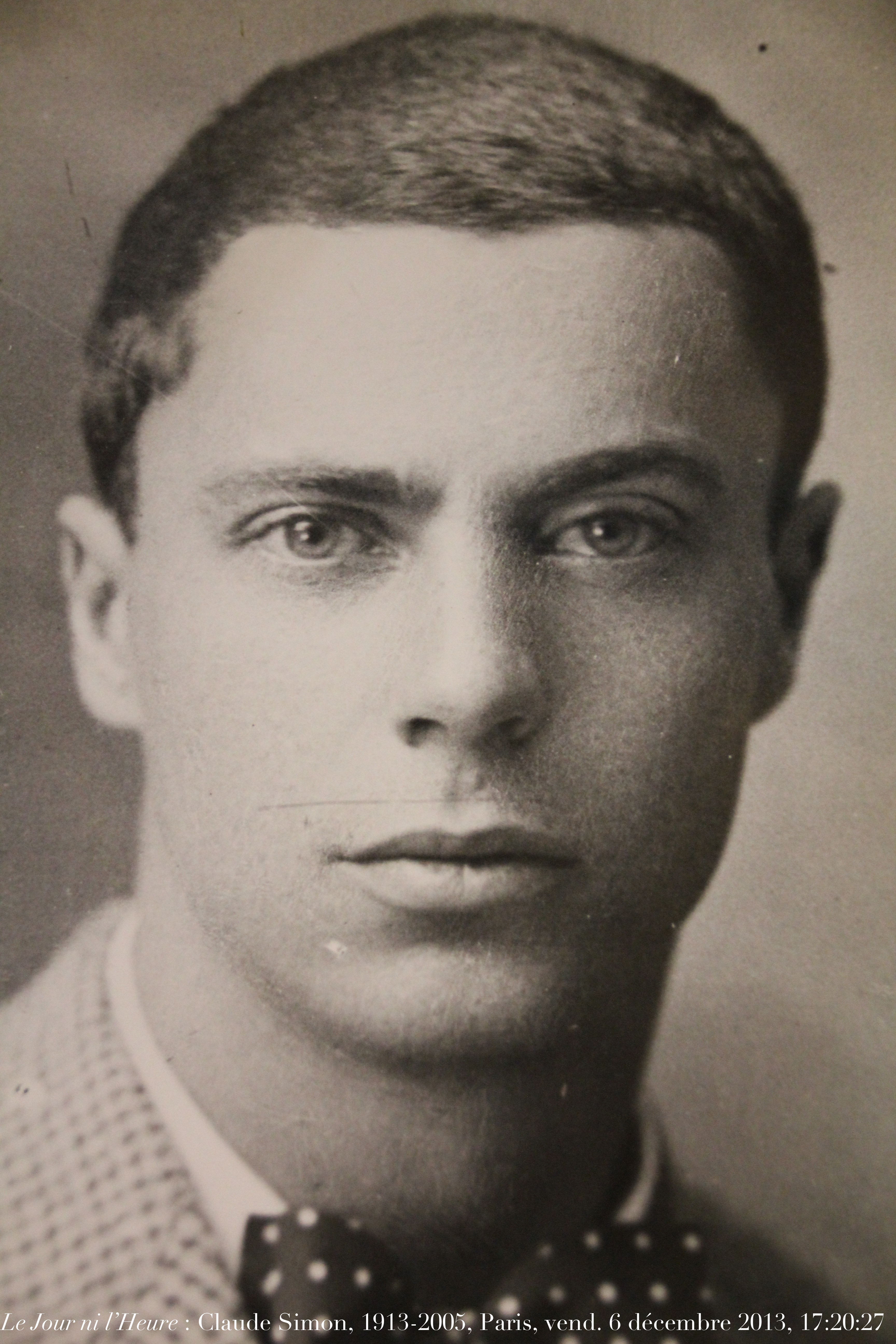
Claude Simon, scriitor francez, laureat Nobel
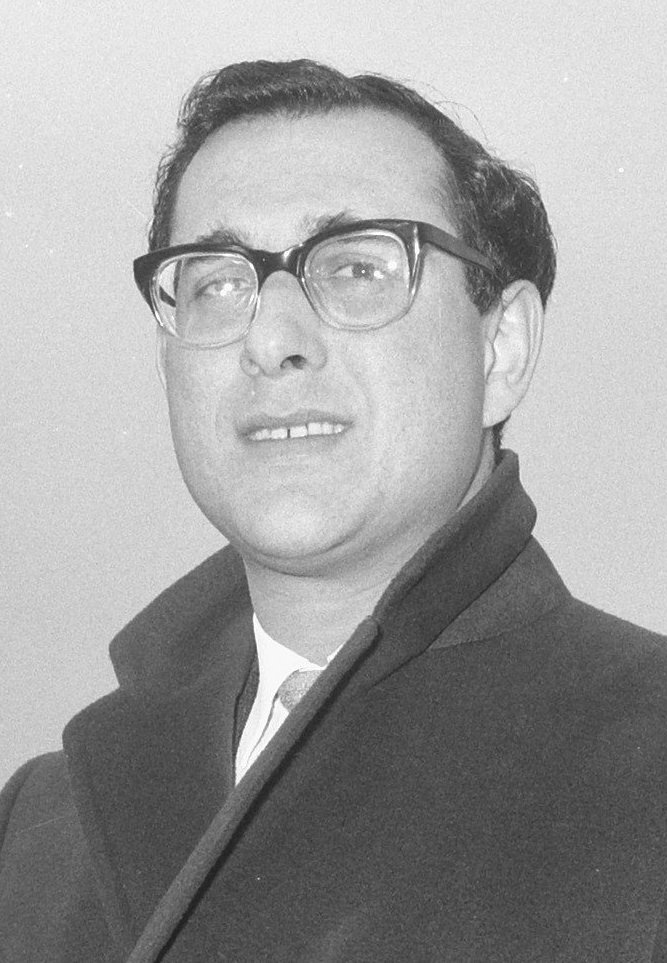
Harold Pinter, scriitor englez, laureat Nobel

- 1930: Harold Pinter, dramaturg, poet, prozator, regizor, scenarist englez, laureat al Premiului Nobel pe anul 2005 (d. 2008)
- 1930: Yves Chauvin, chimist francez, laureat Nobel (d. 2015)
- 1931: Emmerich Schäffer, actor româno-german (d. 1999)
- 1932: Tatiana Iekel, actriță română (d. 2017)
- 1936: Gerhard Ertl, chimist german, laureat Nobel
- 1942: Radu Vasile, politician român, al 57-lea prim-ministru al României (d. 2013)
- 1946: Charles Dance, actor, scenarist și regizor englez
- 1953: Midge Ure, muzician britanic (Ultravox)
- 1954: Fernando Santos, jucător și antrenor portughez de fotbal
- 1954: David Lee Roth, muzician, vocalist și compozitor american
- 1955: Mohammad Sabah Al-Salem Al-Sabah, politician, economist și diplomat, prim-ministru al Kuweitului (2024)
- 1957: Rumiko Takahashi, japanische mangaka japoneză
- 1959: Michael Klein, fotbalist român (d. 1993)
- 1960: Arlene McCarthy, om politic britanic
- 1964: Maxi Gnauck, gimnastă germană
- 1965: Chris Penn, actor american (d. 2006)
- 1966: Carolyn R. Bertozzi, chimistă americană, laureată Nobel
- 1966: Bai Ling, actriță chineză
- 1967: Laura Stoica, cântăreață română (d. 2006)
- 1967: Bogdan Uritescu, actor român
- 1969: Liviu Surugiu, scriitor și scenarist român
- 1975: Ihsahn, muzician norvegian

Radu Vasile, al 57-lea prim-ministru al României
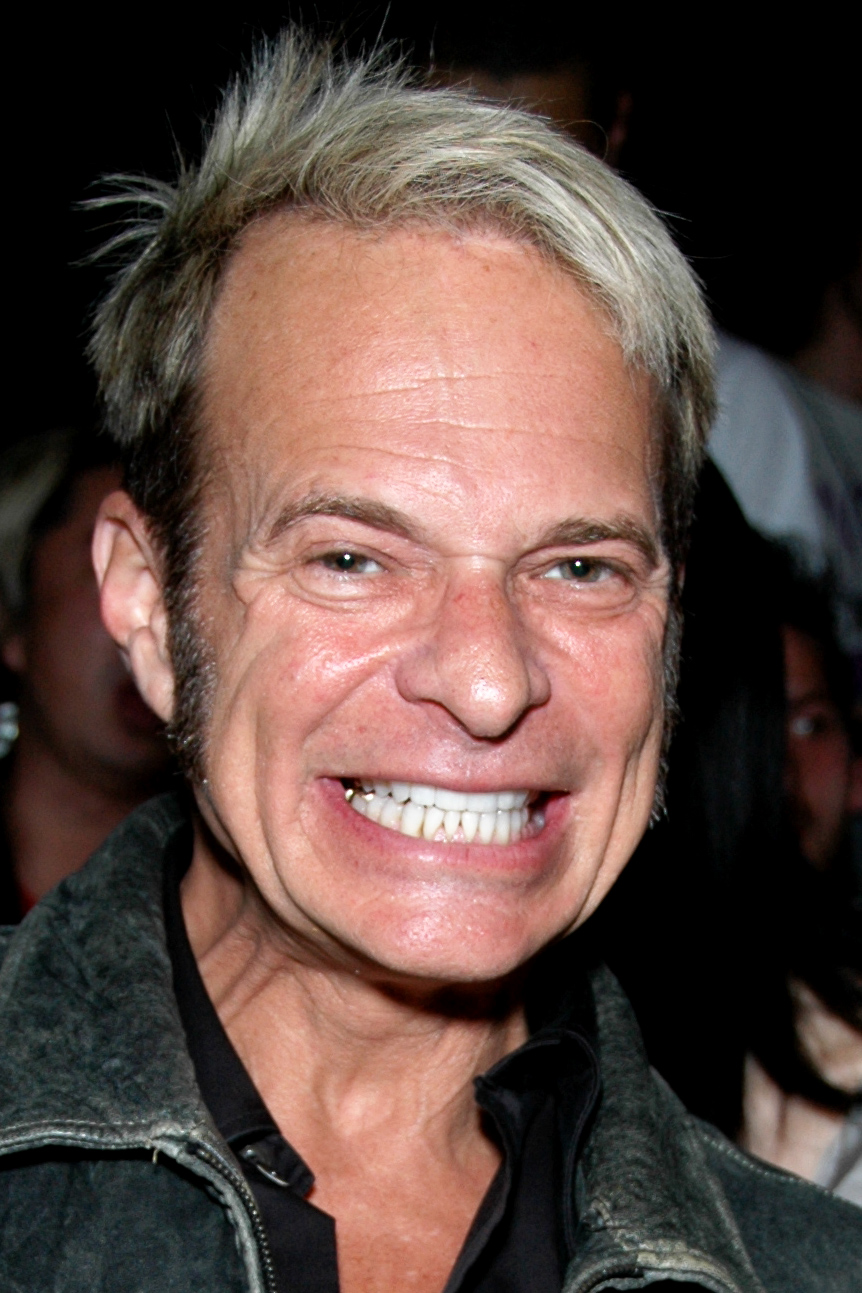
David Lee Roth, muzician american (Van Halen)
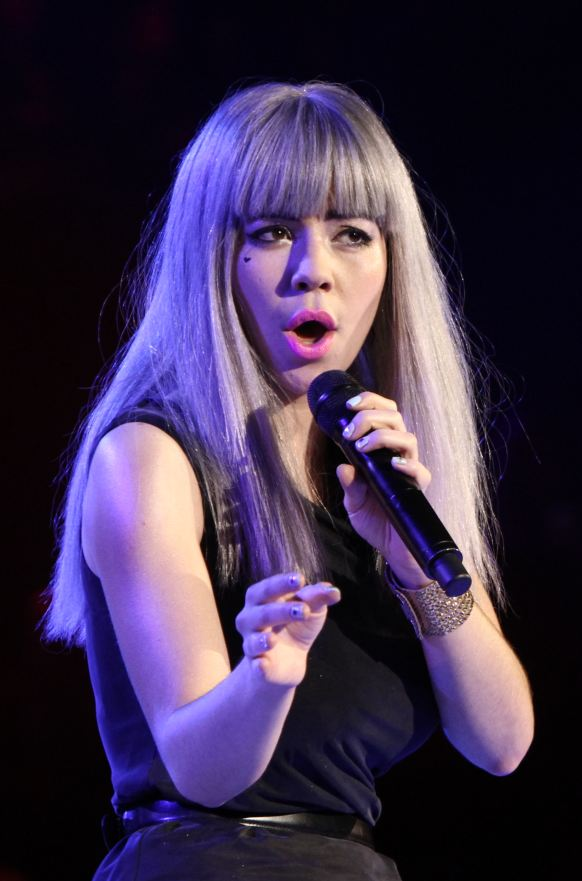
Marina Diamandis, cântăreață britanică

- 1984: Chiaki Kuriyama, actriță japoneză
- 1985: Marina Diamandis, cântăreață britanică
- 1986: Ezequiel Marcelo Garay, fotbalist argentinian
- 1988: Jil Funke, actriță germană
- 1988: Doris Schmidts, Miss Germania 2009, originară din România
- 1991: Gabriella Cilmi, cântăreață australiană
- 1991: Mariana Espósito, actriță argentiniană
- 1991: Xherdan Shaqiri, fotbalist elvețian
- 1993: Vlad-Dragoș Aicoboae, canotor român

## Decese
- 0019: Germanicus, general roman (n. 15 î.Hr.)
- 1617: Bernardino Baldi, matematician, savant și scriitor italian. (n. 1553)
- 1659: Abel Tasman, navigator și comerciant olandez (n. 1603)
- 1796: Juliana Maria de Brunswick-Wolfenbüttel, regină a Danemarcei între 1752 și 1766, a doua soție a regelui Frederic al V-lea al Danemarcei și Norvegiei (n. 1729)
- 1806: Prințul Louis Ferdinand al Prusiei (n. 1772)
- 1837: Charles Fourier, filosof (socialism utopic) și economist francez (n. 1772)
- 1875: Aleksei Konstantinovici Tolstoi, poet, dramaturg și prozator rus (n. 1817)
- 1914: Carol I al României, domnitor al Principatelor Unite (1866-1881), rege al României (1881-1914), (n. 1839)

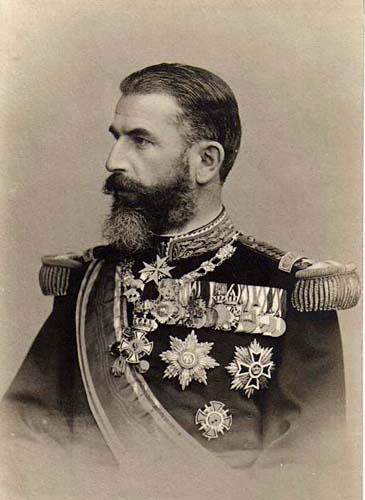
Regele Carol I al României
Édouard Daladier, prim-ministru al Franței
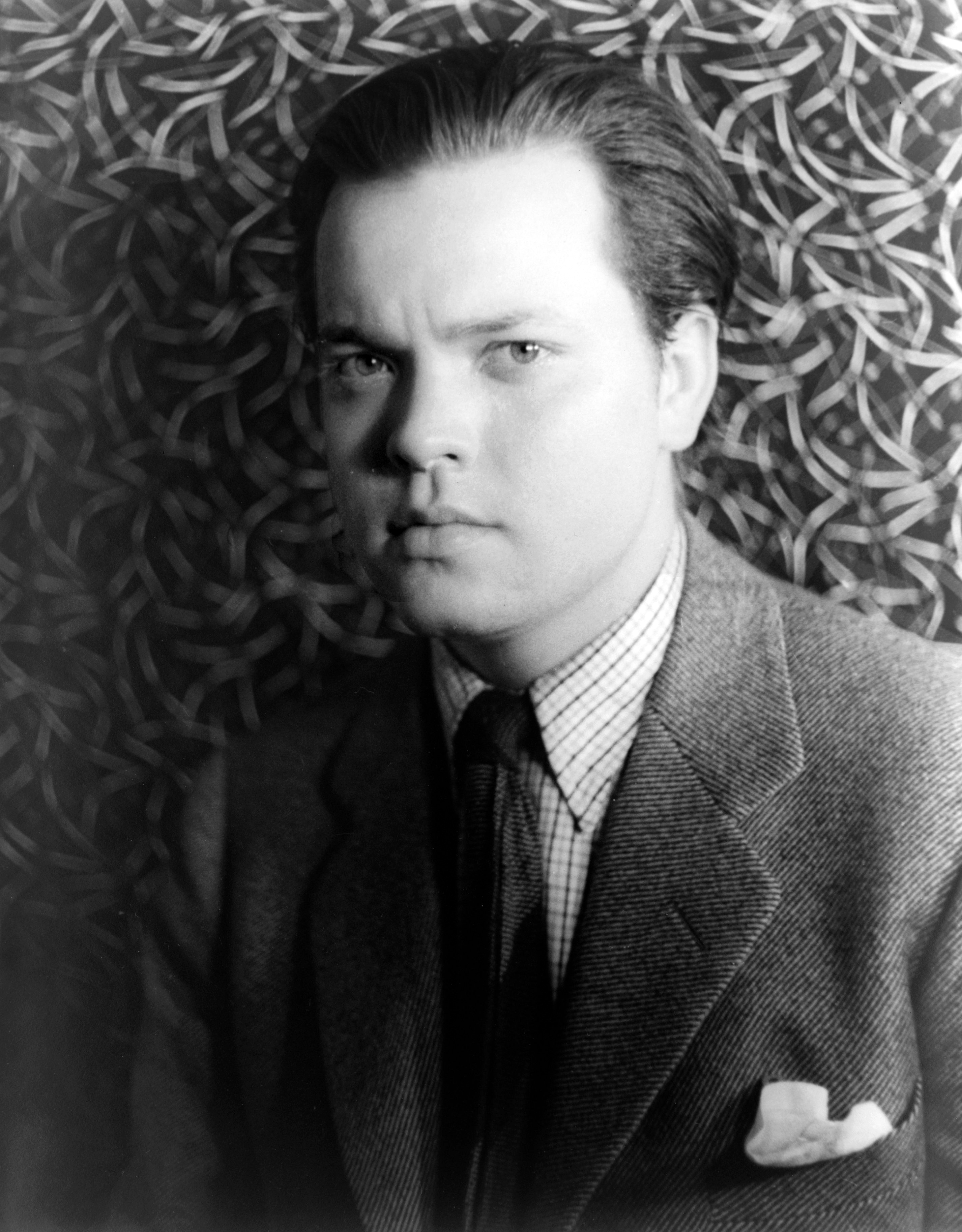
Orson Welles, regizor, scenarist, actor american

- 1917: Jacques de Lalaing, pictor și sculptor anglo-belgian (n. 1858)
- 1963: Edith Piaf, cântăreață franceză (n. 1915)
- 1964: Jacques Byck, lingvist și filolog român (n. 1897)
- 1970: Édouard Daladier, politician francez, prim-ministru al Franței (n. 1884)
- 1983: Ralph Richardson, actor englez (n. 1902)
- 1985: Orson Welles, regizor american de film și teatru, scenarist, actor (n. 1915)
- 1985: Yul Brynner, actor american de origine rusă (n. 1915)
- 1986: Mansi Barberis, compozitoare, soprană și violonistă română (n. 1899)
- 1995: Nicu Vladimir, muzician folk român (n. 1950)
- 2000: Sirimavo Bandaranaike, om politic din Sri Lanka, premier în perioadele 1960-1965, 1970-1977 și 1994-2000 (n. 1916)
- 2004: Christopher Reeve, actor american (n. 1952)
- 2010: Joan Sutherland, cântăreață australiană de operă (n. 1926)
- 2013: Scott Carpenter, astronaut american (n. 1925)
- 2019: Marie-José Nat, actriță franceză de film și TV (n. 1940)
- 2021: Cornel Drăgușin, antrenor român de fotbal (n. 1926)

## Sărbători
- Sf. Mc. Evlampie și Evlampia, sora lui; Cuv. Vasian și Teofil Mărturisitorul (calendar ortodox)
- Republica Chineză (Taiwan): Ziua Națională în amintirea începutului Revoltei Wuchang
- Coreea de Nord: Ziua Națională. Ziua fondării Partidului Muncii
- Fiji: Ziua Națională. Independența față de Marea Britanie (1970)
- Ziua Mondială a Sănătății Mentale